# Munilla
Munilla település Spanyolországban, La Rioja autonóm közösségben. Munilla Ajamil, Zarzosa, Hornillos de Cameros, Soto en Cameros, Santa Engracia del Jubera, Robres del Castillo, Arnedillo, Enciso, Yanguas és Villar del Río községekkel határos. Lakosainak száma 98 fő (2024).

## Népesség
A település népessége az elmúlt években az alábbi módon változott:
| Lakosok száma | 129  | 121  | 122  | 123  | 123  | 108  | 107  | 115  | 109  | 98   |
|               | 2001 | 2004 | 2007 | 2009 | 2012 | 2014 | 2017 | 2019 | 2022 | 2024 |